# Lian Junjie
Lian Junjie (chinês tradicional: 練俊傑, chinês simplificado: 练俊杰, pinyin: Liàn Jùnjié; 3 de novembro de 2000) é um saltador chinês, campeão olímpico.

## Carreira
Ele conquistou a medalha de ouro na plataforma sincronizada mista de 10 metros com Ren Qian no Campeonato Mundial de Esportes Aquáticos de 2017 e com Si Yajie na Copa do Mundo de Mergulho FINA de 2018. Com Yang Hao, ele ganhou o ouro na plataforma sincronizada masculina de 10 metros nas Olimpíadas de 2024.